# 本間英行
本間 英行（ほんま ひでゆき、1959年 - ）は、日本映画の映画プロデューサー。映像産業機構映像事業部チーフプロデューサー。
愛知県名古屋市出身。愛知大学法経学部経済学科卒。

## 経歴
1982年、東宝に入社。名古屋地区での劇場勤務や配給業務ののち、1989年にテレビ部へ配属。1996年、東宝映画へ出向。東宝の映画作品でプロデューサーを務めた。

## エピソード
- 少年時代に映画のとりことなり、大学在学中は映画研究会の部長として活躍。シナリオ制作を手がけ、仲間たちと8ミリの自主映画を撮り始めた。
- 「学生時代の思い出は、映画研究会のことばかりで、部室にいない時は、映画を見ているか、撮っているか、アルバイトで資金を稼いでいるか……とにかく映画監督になりたいと思っていた」と映研活動に明け暮れた学生時代を述懐している。
- 製作に関する仕事は一切ないという募集要項を知りながら、東宝の入社試験を受け見事合格。半年間の研修中に足繁く撮影所に通い「助監督になりたい」と猛アピールを続けたが、製作現場に入ることはできず、配属されたのは名古屋にある映画館の一営業職であった。
- 夢かなわず赴任した名古屋では、劇場をまわりセールス活動に力を注ぐ日々であったが、それでも「観客の行動や生の声を知れる劇場勤務は、実に楽しかったし、いい経験にもなった」と当時の状況を肯定的に振り返っている。
- 助監督の夢を断ち切ることができなかった本間は、その後も「東京への復帰」と「助監督志望」を人事部に訴え続ける一方で、営業職を続けながら自らシナリオを書き、コンクールへの投稿を開始。そして6年目、9回目の応募となったTBSシナリオコンクールで入選。能力の高さを証明した本間は、ついに本社テレビ部に異動となり、プロデューサーの仕事を実力で勝ち取ることとなった。
- 『世にも奇妙な物語』などのプロデューサーとして多忙を極めていたテレビ部時代の1996年、ついに映画部から声がかかり、念願だった映画の世界に進出。『世界の中心で、愛をさけぶ』、『いま、会いにゆきます』、『タッチ』などの製作を手がけ、東宝映画チーフプロデューサー、取締役企画部長（2010年9月辞任）を務めるまでになった。
- 「想いは画に出る」と敬愛する黒澤明の監督作品を例に挙げて語る本間は、「製作の仕事は好きですが、製作に携わっていると決して楽しいことばかりではなく、製作費用を予算内に収めなければならなかったり、封切り日が決まっている中でのスケジュール調整など苦労は多々あり、ついつい作り手目線に立って作品を手がけてしまいそうになることがあります。しかし、そのような様々な制約や労苦の中にあっても、映画ファンの目を大切にすることを常に心がけ、こだわりを持って作品製作にあたっています」と語っている。

## 作品

### テレビ
- 潮風にとべ!!ウルトラマン（TBS） - 脚本
- 別れを告げに来た男（フジテレビ） - プロデューサー補
- あいつがとまらない（テレビ東京） - プロデューサー補
- 戦艦大和（フジテレビ） - プロデューサー補
- もう一つの旅路（テレビ朝日） - プロデューサー補
- 旅情サスペンスシリーズ（関西テレビ） - プロデューサー
- 不思議サスペンスシリーズ（関西テレビ） - プロデューサー
- 風のロード（関西テレビ） - プロデューサー
- 世にも奇妙な物語（フジテレビ） - 脚本・プロデューサー
- 遠い記憶 岩手盛岡風ひかる里（関西テレビ） - プロデューサー
- 汽笛（関西テレビ） - プロデューサー
- 横浜フランス橋殺人事件（TBS） - プロデューサー
- 遠い歓声（関西テレビ） - プロデューサー
- 京都殺人まんだら（関西テレビ） - プロデューサー
- 細腕繁盛記1・2（フジテレビ）
- 誘惑の夏（東海テレビ） - プロデューサー

### 映画
- 誘拐（1997年） - 製作補[1]
- 絆 -きずな-（1998年） - プロデューサー[1]
- クロスファイア（2000年） - プロデューサー[1]
- ゴジラ・モスラ・キングギドラ 大怪獣総攻撃（2001年） - プロデューサー[1]
- 模倣犯（2002年） - プロデューサー[1]
- 阿修羅のごとく（2003年） - 製作
- マナに抱かれて（2003年） - 協力プロデューサー
- いま、会いにゆきます（2004年） - エグゼクティブプロデューサー
- 世界の中心で、愛をさけぶ（2004年） - 製作
- タッチ（2005年） - 製作
- ラフ ROUGH（2006年） - 製作
- 眉山 （2006年） - 製作
- マリと子犬の物語（2007年） - 企画
- スマイル 聖夜の奇跡（2007年） - プロデューサー
- ゼロの焦点（2009年） - 製作
- ミッドナイト・バス（2017年） - プロデューサー